# Vilejka
Vilejka (bělorusky Віле́йка, rusky Вилейка) je město v Minské oblasti v Bělorusku. K roku 2010 měla přes šestadvacet tisíc obyvatel.

## Poloha a doprava
Vilejka leží na severozápadě Minské oblasti severně od Maladzečny a jižně od Narače na pravém břehu Viliji, na které je nad městem přehrada.
Přes Vilejku vede železniční trať z Maladzečny do Polocku.